# Id al-Adha
Id al-Adha (Kurban Bajram „Święto Ofiarowania”; arab. ‏عيد الاضحى‎ ‘Īd al-’Aḍḥā, pers. ‏عید قربان‎ Ejd-e Ghorbān, tur. Kurban Bayramı) – najważniejsze święto muzułmańskie, rozpoczynające się 10. dnia miesiąca zu al-hidżdża i trwające 3–4 dni. Jego początek wypada w trzeci lub czwarty dzień pielgrzymki do Mekki, ale obchodzone jest przez cały świat muzułmański, nie tylko przez pielgrzymów.

## Symbolika i przebieg święta
Id al-Adha upamiętnia ofiarę Abrahama i jego posłuszeństwo wobec Boga. Abraham (Ibrahim) według islamu miał złożyć w ofierze Bogu swego syna Izmaela, Bóg jednak, widząc oddanie Abrahama, pozwolił mu złożyć w ofierze barana zamiast dziecka. Na pamiątkę czynu Abrahama każdy ojciec rodziny składa w ofierze owcę, barana, wielbłąda lub krowę. Zwierzę musi zostać zabite rytualnie, następnie dzieli się mięso tak, by ⅓ oddać potrzebującym, ⅓ krewnym, a pozostałą ⅓ spożywa się na wspólnej uczcie. By uniknąć zamieszania, w Mekce pielgrzymi wnoszą opłatę, a wynajęci rzeźnicy dokonują ofiary za nich. Tego dnia wspólnie odwiedza się meczet, recytuje Koran i rozdziela prezenty. W czasie Święta Ofiarowania wielu muzułmanów składa też datki pieniężne przeznaczone na pomoc biednym i na fundacje charytatywne.

## Dokładne daty obchodzenia Id al-Adha
- 3 lipca 1990 (1410)
- 23 czerwca 1991 (1411)
- 11 czerwca 1992 (1412)
- 1 czerwca 1993 (1413)
- 21 maja 1994 (1414)
- 10 maja 1995 (1415)
- 28 kwietnia 1996 (1416)
- 18 kwietnia 1997 (1417)
- 7 kwietnia 1998 (1418)
- 28 marca 1999 (1419)
- 16 marca 2000 (1420)
- 5 marca 2001 (1421)
- 23 lutego 2002 (1422)
- 12 lutego 2003 (1423)
- 1 lutego 2004 (1424)
- 21 stycznia 2005 (1425)
- 10 stycznia 2006 (1426)
- 31 grudnia 2006 (1427)
- 20 grudnia 2007 (1428)
- 8 grudnia 2008 (1429)
- 27 listopada 2009 (1430)
- 16 listopada 2010 (1431)
- 6 listopada 2011 (1432)
- 26 października 2012 (1433)
- 15 października 2013 (1434)
- 5 października 2014 (1435)
- 24 września 2015 (1436)
- 12 września 2016 (1437)[1]
- 1 września 2017 (1438)
- 21 sierpnia 2018 (1439)
- 11 sierpnia 2019 (1440)
- 31 lipca 2020 (1441)
- 20 lipca 2021 (1442)
- 9 lipca 2022 (1443)
- 28 czerwca 2023 (1444)
- 17 czerwca 2024 (1445)
- 6 czerwca 2025 (1446)
- 27 maja 2026 (1447)
- 16 maja 2027 (1448)
- 5 maja 2028 (1449)
- 24 kwietnia 2029 (1450)
- 13 kwietnia 2030 (1451)